# Kongoreligionen
Kongoreligionen är en bantureligion hos bantugruppen Bakongo. Den utgjorde huvudreligionen i Kongoriket. Flera etniska grupper och stater under inflytande av Kongoriket i västra delen av centrala Afrika, så som Chokwe och Mbundu, influerades av Kongoreligionen.
Kongoreligionen tillhör de lokalvariationer inom bantureligionen som bibehållit fler polyteistiska element. 
Den utgår från bantureligionens princip om animism och förfädersdyrkan, men har ett panteon av andar som i praktiken fungerar som gudar. Fokus för religionens panteon är skaparguden Nzambi Mpungu och hans kvinnliga motpart, gudinnan Nzambici. Huvudprincipen inom den aktiva religionen är dock förfädersdyrkan. 
Världen är indelad i den fysiska övre världen, ku nseke, och den undre andliga världen, ku mpèmba. 
Ett prästerskap kallat Banganga fungerar som helbrägdagörare och förbindelselänk mellan människor och förfäder.